# Wild Winds Are Blowing
Wild Winds Are Blowing – singel brytyjskiej, glam rockowej grupy Slade, która ówcześnie działała pod nazwą The Slade. Wydany 24 października 1969 roku.
Utwór napisany został przez Boba Sakera i Jacka Winsleya.
Na stronie B singla znalazła się autorska kompozycja zespołu One Way Hotel, którą napisali Don Powell, Jim Lea oraz Noddy Holder.
Wydawnictwo to nie było notowane na listach przebojów. Nie pojawiło się także na żadnym regularnym albumie zespołu, w przeciwieństwie do utworu ze strony B, który znalazł się także na albumie Play It Loud.
Zespół wykonywał ten utwór w programie Top of the Pops.

## Lista utworów
7" Single
1. „Wild Winds Are Blowing” - 2:43
2. „One Way Hotel” - 2:37

## Skład
- Noddy Holder - wokal, gitara
- Dave Hill - gitara
- Jim Lea - gitara basowa
- Don Powell - perkusja